# 모켄족
모켄족(Moken)은 미얀마와 태국의 메르귀 제도에 사는 민족이다. 오스트로네시아어족에 속하는 모켄어를 쓰며, 인구는 약 2~3천 명이다.
간단한 도구를 가지고 바다에서 필요한 식량을 찾아 얻으며, 수시로 몇 가구씩 이리저리 이주하는 반 유목 생활을 하고 물질을 거의 축적하지 않아 수렵채집민으로 여겨진다. 조개, 해삼 등을 수집하기 위해 잠수를 많이 하는데 선천적으로 수중 시력이 매우 뛰어나다. 천연 자원을 모두의 것으로 여기며 개별적으로 소유한다는 관념이 없고, 조상신을 숭배하는 것 이외에 종교라 할 만한 것도 없다. 바다가 잔잔한 시기 동안 배를 집 삼아 생활한다. 이 같이 삶의 대부분을 바다에서 살아가는 생활을 영위해 왔으나 최근 전통적인 삶의 방식이 위협에 놓여 있다.

## 같이 보기
- 사마바자우족
- 오랑 라우트